# Paratomapoderus glabriculus
Paratomapoderus glabriculus es una especie de coleóptero de la familia Attelabidae.

## Distribución geográfica
Habita en Camerún, Guinea-Bissau y Togo.